# Język staroruski
Język staroruski (star. rus. рѹсьскъ ѩꙁꙑкъ, translit. rusĭskŭ językŭ, zwany także językiem wschodniosłowiańskim) – język wschodniosłowiański używany od X do XV wieku, protoplasta współczesnych języków: białoruskiego, rusińskiego, ukraińskiego i rosyjskiego. Zapisywany pierwotnie alfabetem cyrylicznym, jednak w związku ze specyfiką języka staroruskiego i jego odmiennością od języka staro-cerkiewno-słowiańskiego, dużo rzadziej stosowano litery: Ѣ, Ҁ (koppa) i jusy (Ѧ, Ѫ, Ѩ i Ѭ). Zabytki piśmiennicze w głagolicy występują rzadko, często reprezentując zachodniosłowiańskie naleciałości. 

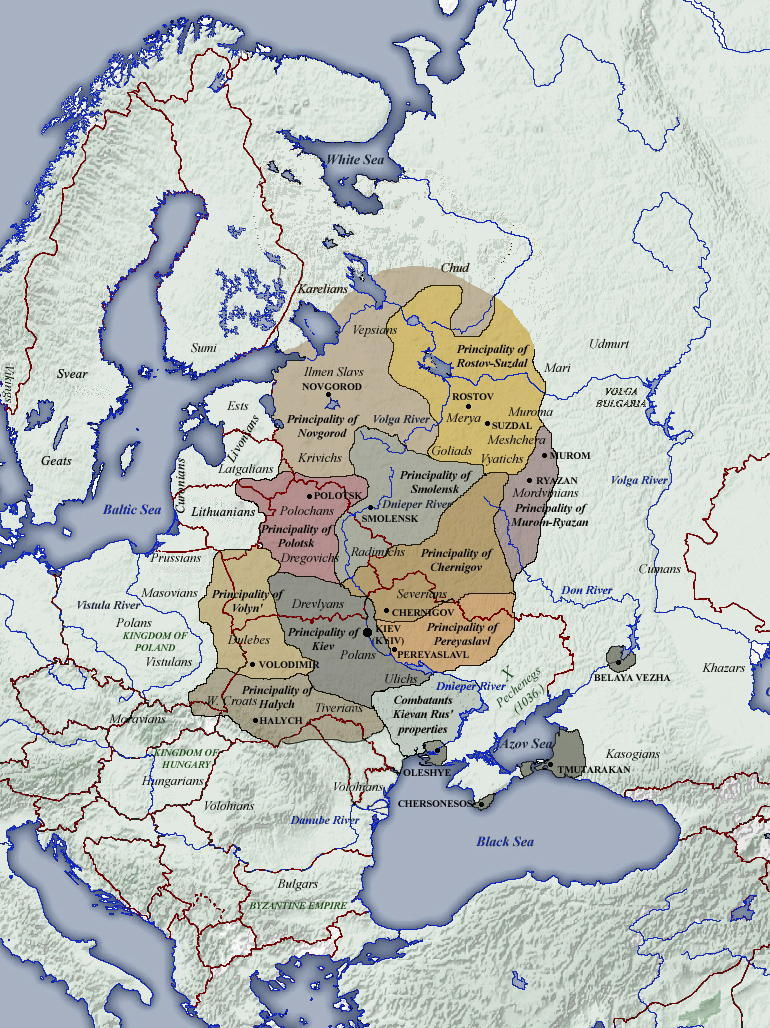
Kształtowanie się języka staroruskiego w Ruskich dzielnicach XII wieku.
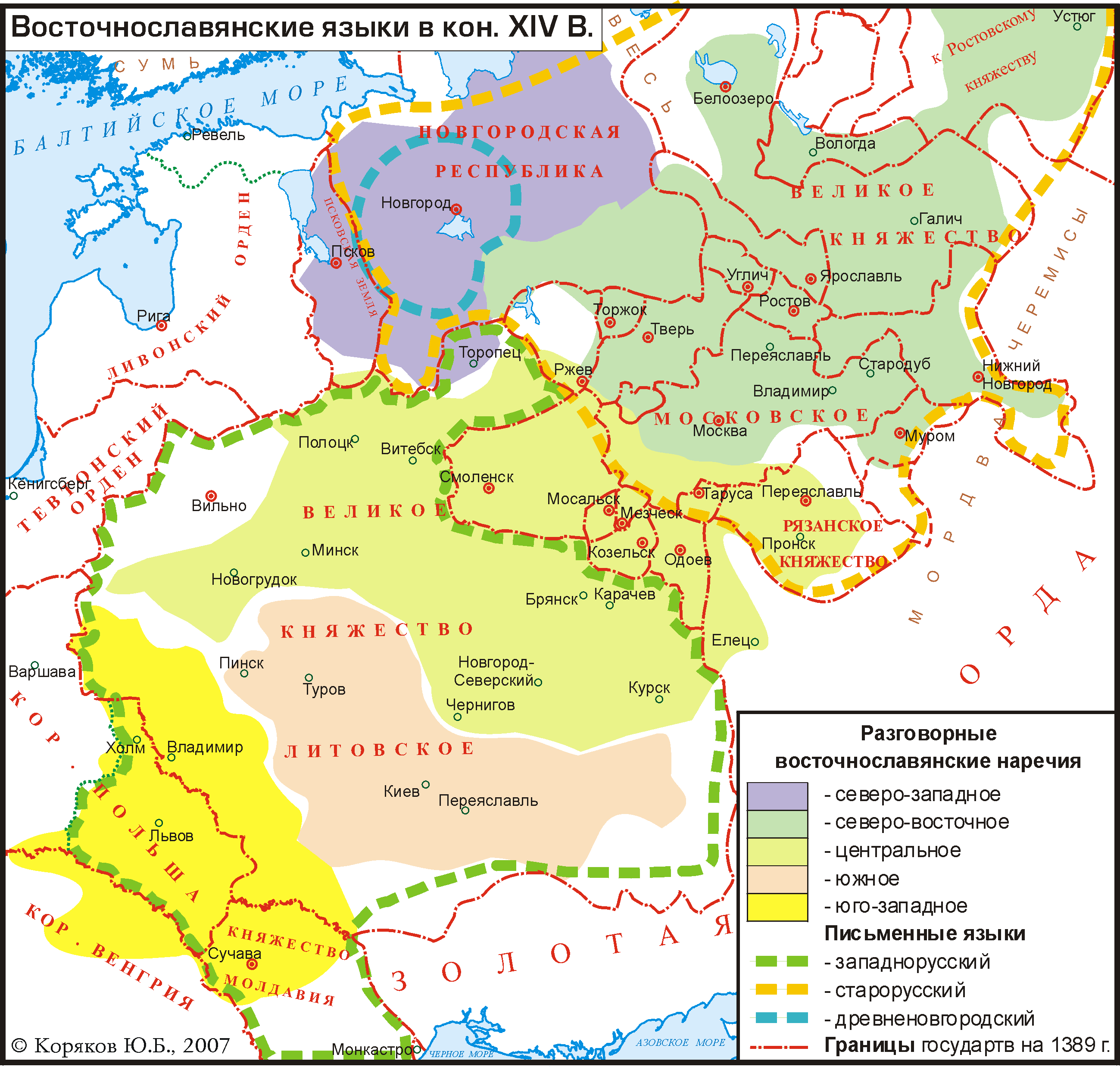
Ruś i język ruski pod koniec XIV wieku.
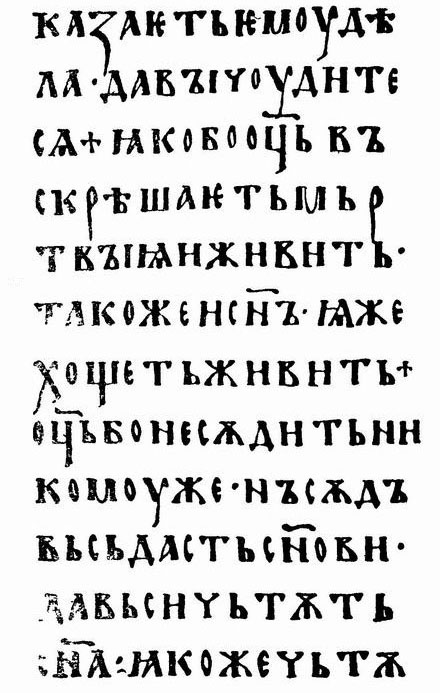
Rękopis staroruski z XI wieku.
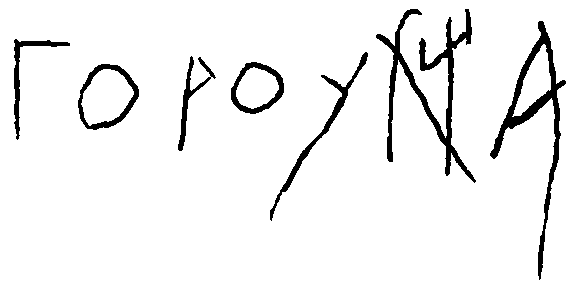
Najstarszy zachowany napis w języku staroruskim.